# لهجة شتوكافية

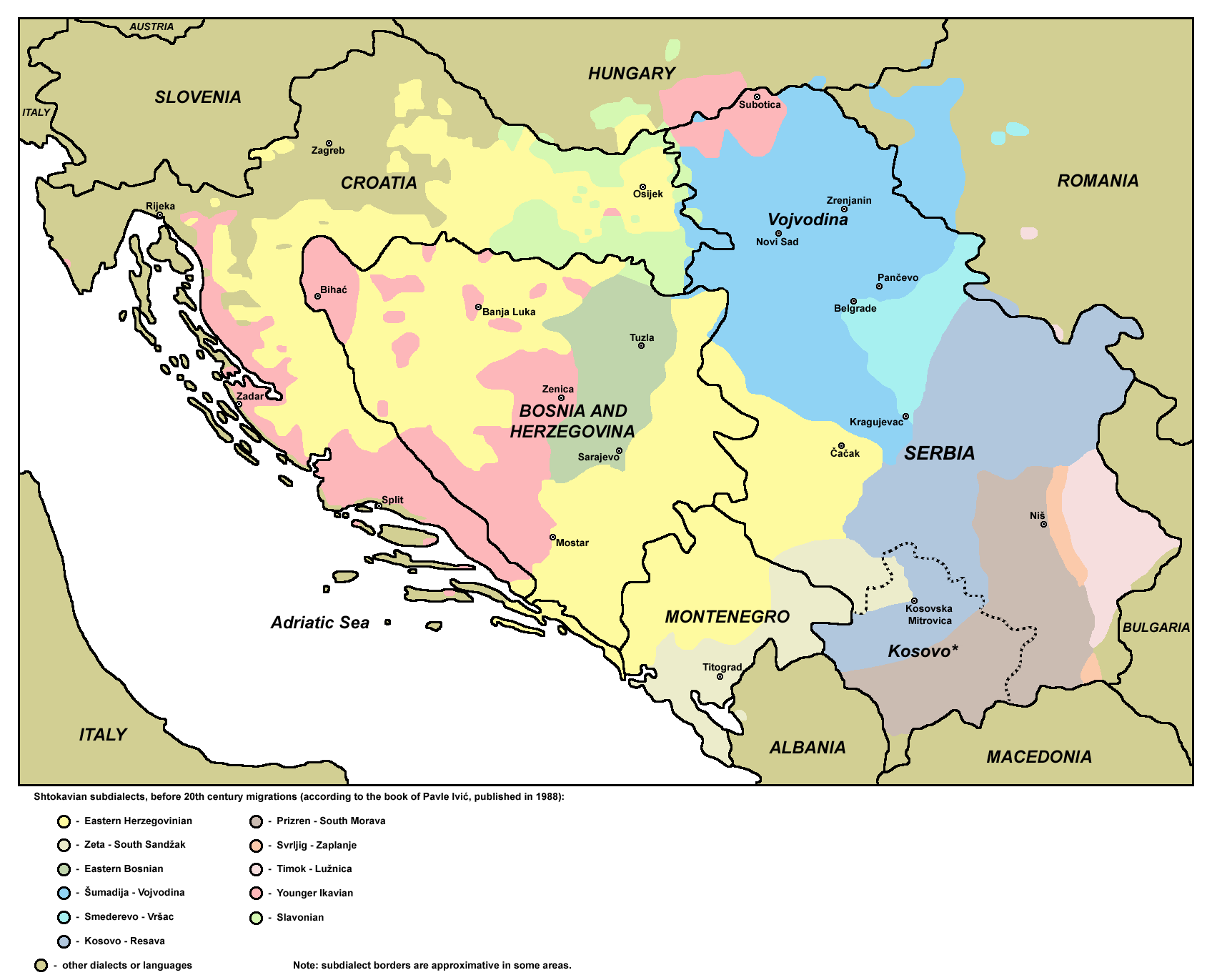

اللهجة الشتوكافية هي اللهجة الأساسية للغات السلافية الجنوبية الوسطى، الصربية والكرواتية والبوسنية.
اللهجة متحدّثة في صربيا والجبل الأسود، البوسنة والهرسك ومعظم مناطق كرواتيا. اللغات الثلاث كلهم مبنية على أساس اللهجة الشتوكافية-الجديدة. اسم اللهجة يأتي من كلمة «ماذا» التي تعني «شتو» بتلك اللهجة.
تنقسم هذه اللهجة إلى شتوكافية-جديدة وشتوكافية-قديمة. علم اللهجات المعاصر يعتبر لهذه اللهجة 7 أنواع.